# Kylie Minogue (альбом)
Kylie Minogue — пятый студийный альбом австралийской певицы Кайли Миноуг, выпущенный в Великобритании и странах Европы 19 сентября 1994 года на лейбле Deconstruction Records. В тот же день звукозаписывающая компания Mushroom Records осуществила релиз диска в Австралии. Прекратив сотрудничество с продюсерской командой Сток, Эйткен и Уотерман, в апреле 1993 года Миноуг заключила договор с независимым лейблом Deconstruction Records, специализирующимся на танцевальной музыке. Певица принимала активное участие в подготовке будущего диска: она выбирала песни и искала различных авторов и продюсеров, стремясь поэкспериментировать со звучанием пластинки. После относительно неудачных сессий с коллективом Saint Etienne и командой The Rapino Brothers, к Миноуг присоединились новые продюсеры, включая Brothers in Rhythm, M People, Farley & Heller и Джимми Гарри.
Kylie Minogue — альбом в стиле танцевальной поп-музыки с элементами R&B и adult contemporary. Композиции пластинки затрагивают темы любви и женственности. Музыкальные критики высоко оценили продюсирование диска и вокальное исполнение певицы, отметив начало нового этапа в её карьере. Альбом попал в первую пятёрку хит-парадов Великобритании и Австралии и вскоре ему был присвоен золотой статус в этих странах. Кроме того, он закрепился в первой сороковке национальных музыкальных рейтингов Швеции, Швейцарии и Шотландии. В 1995 году альбом принёс Миноуг три номинации на премию ARIA Music Awards; певица одержала победу в категории «Лучший видеоклип» с видео на песню «Put Yourself in My Place».
В рамках промокампании альбома Миноуг выпустила ограниченным тиражом фотоальбом, в который вошли снимки, сделанные Эллен фон Унверт и Катериной Джебб. Всего с пластинки вышло три сингла: «Confide in Me», «Put Yourself in My Place» и «Where Is the Feeling?». Все три композиции попали в первую двадцатку британского чарта, а первые две также закрепились в первой двадцатке хит-парада Австралии. В 2018 году Kylie Minogue был переиздан в странах Европы, что позволило ему вернуться в британский и шотландский музыкальные чарты.

## История создания
В 1991 году Кайли Миноуг выпустила четвёртый студийный альбом Let’s Get to It на лейбле PWL. Диск был записан после ухода Мэтта Эйткена из продюсерской команды Сток, Эйткен и Уотерман, поэтому написанием и продюсированием песен для пластинки занимались только Пит Уотерман и Майк Сток. Миноуг, которая выступила автором шести композиций, осталась недовольна результатом. По её словам, продюсеры вновь обратились к своему шаблонному звучанию, и к моменту выхода Let’s Get to It «магия исчезла и альбом быстро провалился». К концу 1992 года контракт Миноуг с лейблом PWL подошёл к концу и продюсеры решили его не продлевать. По словам совладельца лейбла Дэвида Хауэллса, певица «двигалась не в том направлении, чтобы добиться успеха». Последним релизом исполнительницы, выпущенным PWL, стал сборник песен Greatest Hits (1992), который дебютировал на вершине британского хит-парада и закрепился на третьей позиции в музыкальном чарте Австралии.
Покинув PWL, Миноуг решила не возвращаться к музыке, наподобие той, что для неё писали Сток, Эйткен и Уотерман. Певица отказала нескольким крупным звукозаписывающим компаниям, включая EMI и A&M, и в апреле 1993 года заключила договор с независимым лейблом Deconstruction Records, который славился своим инновационным подходом к танцевальной музыке. Основатель Deconstruction Пит Хэдфилд назвал Миноуг целеустремлённой и креативной исполнительницей, которой необходимо проявить себя с более экспериментальной стороны. Инди-лейбл обещал певице творческую свободу — как в музыкальном плане, так и в выборе сценического образа, на что она согласилась. «Мне нравилась политика лейбла, нравилась их самоуверенность, их видение. […] Не было бы особого смысла покидать PWL и двигаться в том же самом направлении, так что это были большие перемены» — говорила Миноуг.

## Запись

### 1993: ранний этап

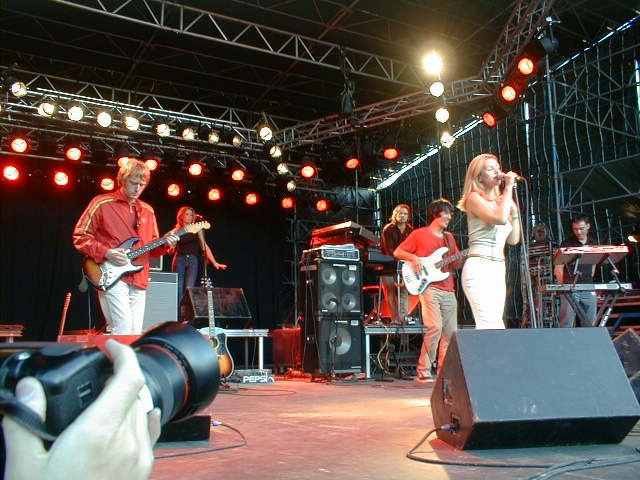
Британский музыкальный коллектив Saint Etienne принимал участие в записи Kylie Minogue на раннем этапе, однако их песни не попали в финальный трек-лист.

Пит Хэдфилд намеревался подтолкнуть Миноуг к нетрадиционному подходу к танцевальной музыке. Как только началась работа над её новым музыкальным репертуаром, Миноуг встретилась с представителями Deconstruction, чтобы обсудить, в каком направлении она собирается двигаться. Певица приняла решение поэкспериментировать с различными музыкальными стилями, нежели записывать обычные поп-композиции. Миноуг принимала активное участие в подготовке будущего диска: она выбирала песни и искала различных авторов и продюсеров — как из мейнстрима, так и из андеграунда. Пит Хэдфилд и обозреватель PopMatters Квентин Харрисон назвали процесс записи альбома переосмыслением Миноуг как поп-исполнительницы. Корреспондент журнала NME Кит Кэмерон отметил, что в интервью певица говорила о работе над альбомом «изумлённым голосом незрячего ребёнка, к которому вновь вернулось зрение».
Первые сессии записи альбома проходили в 1993 году при участии Saint Etienne и The Rapino Brothers. Однако руководство лейбла вскоре пришло к мнению, что большинство песен ведут Миноуг в неверном направлении, и в итоге в финальный трек-лист они не попали. Некоторые из этих композиций впоследствии выступили бисайдами к синглам и бонус-треками для различных изданий Kylie Minogue. По словам участника Saint Etienne Боба Стэнли, кроме желания дистанцироваться от звучания PWL, команда певицы «понятия не имела, чего они хотят». Кроме того, музыкант выразил удивление по поводу сильных вокальных данных Миноуг, которые Сток, Эйткен и Уотерман прятали за дабл-трекингом. Первой работой, которую Миноуг записала после заключения договора с Deconstruction, стала новая версия сингла Saint Etienne «Nothing Can Stop Us» (1991). Совместно с The Rapino Brothers Миноуг написала восемь композиций, однако почти все они, за исключением «Automatic Love», не вошли в конечный вариант альбома. Таким образом, «Automatic Love» осталась единственной на пластинке, в написании которой приняла участие сама певица.
Ряд авторов и продюсеров также пытался принять участие в работе над диском, но безуспешно. Американский автор-исполнитель Принс, встретившись с Миноуг после своего концерта в Эрлс-корт (Лондон), пригласил её к себе в студию. Певица передала ему текст, написанный ею для песни «Baby Doll»; вскоре Принс записал трек со своим вокалом на аудиокассету, однако сама Миноуг его так и не записала. Исполнительница показала песню руководству лейбла, однако оно не заинтересовалось ей. Миноуг также обсуждала сотрудничество с Ленни Кравицем, но он на тот момент работал над своим сольным диском Mama Said (1991) и писал материал для англоязычного альбома Ванессы Паради (1992). В 1992 году Миноуг и вокалист группы Primal Scream Бобби Гиллеспи планировали совместно поработать, но рекорд-лейбл коллектива предпочёл, чтобы музыканты сосредоточились на записи своего альбома Give Out But Don’t Give Up (1994). Британские музыкальные коллективы The Beloved и The Auteurs написали как минимум одну песню для Миноуг, но она так и не вышла. Австралийский рок-музыкант Ник Кейв специально для Миноуг сочинил композицию, которую он хотел, чтобы певица исполнила от лица убитой женщины. Композиция под названием «Where the Wild Roses Grow» вышла в 1995 году в качестве сингла и в дальнейшем вошла в альбом Кейва Murder Ballads (1996).

### 1993—1994: поздние сессии
По стечению обстоятельств Пит Хэдфилд и сооснователь Deconstruction Кит Блэкхёрст дружили со Стивом Андерсоном и Дэйвом Симаном — участниками электронного дуэта Brothers in Rhythm, которые ранее уже работали с Миноуг над ремиксом композиции «Finer Feelings», выпущенной в качестве последнего сингла из Let’s Get to It. Когда музыканты узнали, что Миноуг подписала контракт с Deconstruction, они позвонили Блэкхёрсту и выразили желание посотрудничать с певицей, несмотря на то, что ранее дуэт не писал песен другим исполнителям. Миноуг встретилась с музыкантами в студии DMC в Слау, где и проходили первоначальные сессии. По словам Стива Андерсона, Миноуг была преисполнена вдохновением и была готова экспериментировать со звучанием, в то время как руководство звукозаписывающего лейбла в них верило и не хотело вгонять в рамки их творчество. Стилист певицы Уильям Бейкер отмечал, что «её вокальный диапазон и желание экспериментировать с музыкальными стилями означали, что Стив и Дэйв могли расширить свои горизонты».

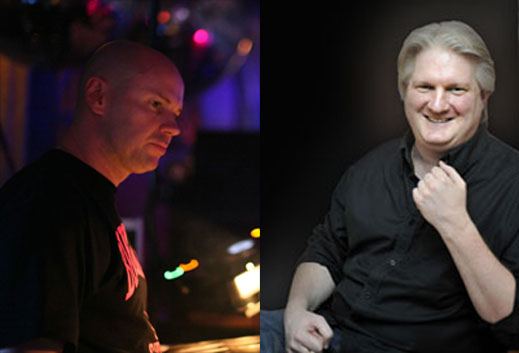
Британский музыкальный дуэт Brothers in Rhythm написал и спродюсировал ряд треков для Kylie Minogue

Несколько месяцев Миноуг работала над музыкальным материалом в студии DMC. По воспоминаниям Андерсона, когда они только начали записывать альбом, Миноуг пела в нос, «её голос с носовым призвуком звучал в духе PWL», но в процессе работы певица стала петь уверенней. Первым результатом совместной деятельности Миноуг и Brothers in Rhythm стала композиция «Confide in Me», которую музыканты сочинили за час. Певица одним дублем записала демоверсию трека, которая легла в основу окончательного варианта. Продюсеры остались довольны результатом, высказав мнение, что «без тени сомнения это лучшая песня [Кайли Миноуг]», над которой они работали. Кавер-версия композиции группы Prefab Sprout «If You Don’t Love Me», ставшая впоследствии би-сайдом к «Confide in Me», также была записана одним дублем. Brothers in Rhythm в итоге выступили главными продюсерами пластинки и спродюсировали четыре трека из десяти: «Where Is the Feeling?», «Automatic Love» (обновлённая версия песни, изначально записанной с The Rapino Brothers), «Confide in Me» и «Dangerous Game» (обе были написаны также Андерсоном и Симаном). Композиции записывались в Лондоне на студии Sarm West.
Американский поэт-песенник, продюсер и мультиинструменталист Джимми Гарри написал и спродюсировал специально для Кайли Миноуг композицию «Put Yourself in My Place»; он также является автором и продюсером трека «If I Was Your Lover». Работа над этими песнями проходила за пределами Великобритании, в Нью-Йорке, на студиях Axis, Power Station и Whorga Musica. Во время этих сессий Миноуг записала трек под названием «Intuition», который долгое время оставался неизданным; в 2019 году Джимми Гарри передал эту демозапись американской певице Лиз и она выпустила её в своём дебютном альбоме Planet Y2K. В этот же период времени участники дуэта Pet Shop Boys Нил Теннант и Крис Лон завершили работу над своей пластинкой Very (1993) и команда Миноуг обратилась к музыкантам с просьбой поработать с певицей. Сперва они ответили отказом, однако чуть позже Лоу придумал последовательность аккордов, в которой Теннант нашёл сходство с предыдущими работами Миноуг периода сотрудничества со Стоком, Эйткеном и Уотерманом. Вскоре музыканты отправили руководству Deconstruction демоверсию песни «Falling», а Пит Хеллер и Терри Фарли, участники британского коллектива Fire Island, несколько доработали её. Нил Теннант счёл, что конечный результат сильно отличается от оригинальной демоверсии: «они поменяли мелодию и не добавили припев, но, думаю, вышло очень современно». Коллеги Миноуг по лейблу — музыканты из группы M People спродюсировали для Kylie Minogue трек «Time Will Pass You By», но из-за плотного собственного графика им больше не удалось поработать с певицей. Двоюродный брат Ленни Кравица, автор песен Джерри Дево сообща с композитором Чарли Молом создали «Surrender», Дево также принял участие в её продюсировании. Три трека из альбома представляют собой кавер-версии малоизвестных композиций: «Where Has The Love Gone?», «Time Will Pass You By» и «Where Is the Feeling?».

## Музыка и тексты песен

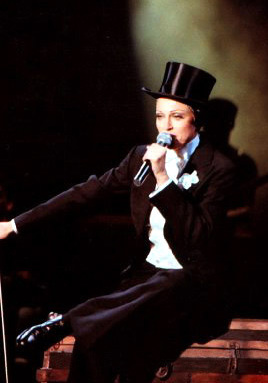
Стилистику альбома и акцент Миноуг во время исполнения песен критики сравнивали с пластинкой Мадонны Erotica (1992)

Kylie Minogue — альбом в стиле танцевальной поп-музыки с элементами R&B и adult contemporary. Обозреватель сайта AllMusic Крис Тру выразил мнение, что эта пластинка значительно отличается от предыдущих релизов певицы в стиле тин-попа: по словам рецензента, в песнях Kylie Minogue присутствует «атмосфера, которой не было на Let’s Get to It». Найджел Гудолл и Дженни Стэнли-Кларк, авторы биографической книги о певице Kylie: Naked (2012), отозвались об этой работе, как о сборнике «быстрых танцевальных треков, легковесных фанковых номеров и чувственных баллад». Рецензенты обратили особое внимание на музыкальное разнообразие композиций. Пол Боулер из Record Collector отметил, что альбом охватывает массу различных современных танцевальных стилей, актуальных для 1994 года. С точки зрения обозревателя канадского журнала Exclaim! Яна Гормели, в музыке лонгплея ощущается влияние хауса, техно и нью-джек-свинга. Рецензент PopMatters Квентин Харрисон увидел также элементы хип-хопа, эйсид-джаза и клубной музыки.
Альбом начинается с «Confide in Me», наполненной элементами инди-попа и ближневосточной музыки. Во вступлении трека используется аранжировка, сделанная музыкантом Уиллом Мэлоуном, и звучит фортепианная партия Стива Андерсона на Bösendorfer. На продюсеров из Brothers in Rhythm во время их работы над песней «Where Is the Feeling?» оказало влияние творчество диджеев Фрэнки Наклза и Дэвида Моралеса. К альбомной версии трека Стив Андерсон и Дэйв Симан добавили фортепиано, гитару и перкуссию. Композицию в стиле диско и эйсид-джаза сравнивали с работами различных британских музыкальных коллективов, таких как The Brand New Heavies, Jamiroquai и Incognito. Особое место в песнях «Dangerous Game» и «Automatic Love» занимают струнные.
«Surrender» — медленная композиция с элементами джаза и R&B. Эту же песню годом ранее записала американская певица и актриса Тиа Каррере, и по мнению обозревателя журнала Slant Сэла Чинквемани, Миноуг исполнила её «менее страстно». За ней следует «If I Was Your Lover» — композиция в стиле R&B в среднем темпе. «Put Yourself in My Place» — классическая баллада с влиянием трип-хопа. «Where Has the Love Gone» и «Falling» — песни в быстром темпе, каждая из которых длится дольше шести минут. Пол Боулер сравнил оба трека с работами американского продюсера Ларри Хёрда. В «Falling» ощущается влияние хауса с заметным басовым ритмом, практически весь текст Миноуг проговаривает шёпотом, а партии бэк-вокала исполняются на высоких нотах. Завершает диск «Time Will Pass You By» — фортепианным хаус-номером.
Традиционно для австралийки в лирике Kylie Minogue затрагиваются темы любви и женственности. По мнению Роберта Тилли и Махгиэля Баккера из журнала Music & Media, композиции пластинки напоминают «эротическую атмосферу» альбома Мадонны Erotica (1992). В «Confide in Me» говорится о том, как Миноуг соблазняет людей и манипулирует ими, чтобы они доверились ей. В песне был использован отрывок из композиции 1983 года «It’s a Fine Day» английского музыканта Эдварда Бартона, в этой связи он указан, наряду со Стивом Андерсоном и Дэйвом Симаном, в качестве соавтора песни под псевдонимом Оуэн Бартон. «Put Yourself in My Place» — жалобный призыв к бывшему возлюбленному, который полюбил кого-то другого. В тексте спокойной, расслабленной «Automatic Love» содержится отсылка к новым на тот момент компьютерным технологиям: «I didn't feel you enter / In my main menu / But every time I touch the key / The screen is showing you». В «Where Is the Feeling?» Миноуг поёт о том, что она женщина, и поэтому — тщеславна. Наконец, фирменный жизнерадостный стиль «смайли Кайли», принёсший ей всемирную славу, представлен здесь в пикантном свинге «If I Was Your Lover» и усмешливой «Time Will Pass You By», замыкающей треклист альбома.
В сравнении с предыдущими работами на Kylie Minogue голос певицы стал более придыхательным и звонким. Он охватывает широкий диапазон нот, переходя на вздохи, полушёпот и шёпот в некоторых треках. Корреспондент The Age Джон Манган высказал мнение, что Миноуг поёт более уверенно, чем прежде. По мнению Кэролайн Салливан из The Guardian, хрупкость вокала исполнительницы «придаёт ему более привлекательную уязвимость». Джон Казимир из The Sydney Morning Herald заметил, что за исключением монолога в «If I Was Your Lover», Миноуг исполняет все композиции с среднеатлантическим акцентом, и певица, по словам обозревателя, звучит более по-американски, чем сама Мадонна.

## Название и обложка

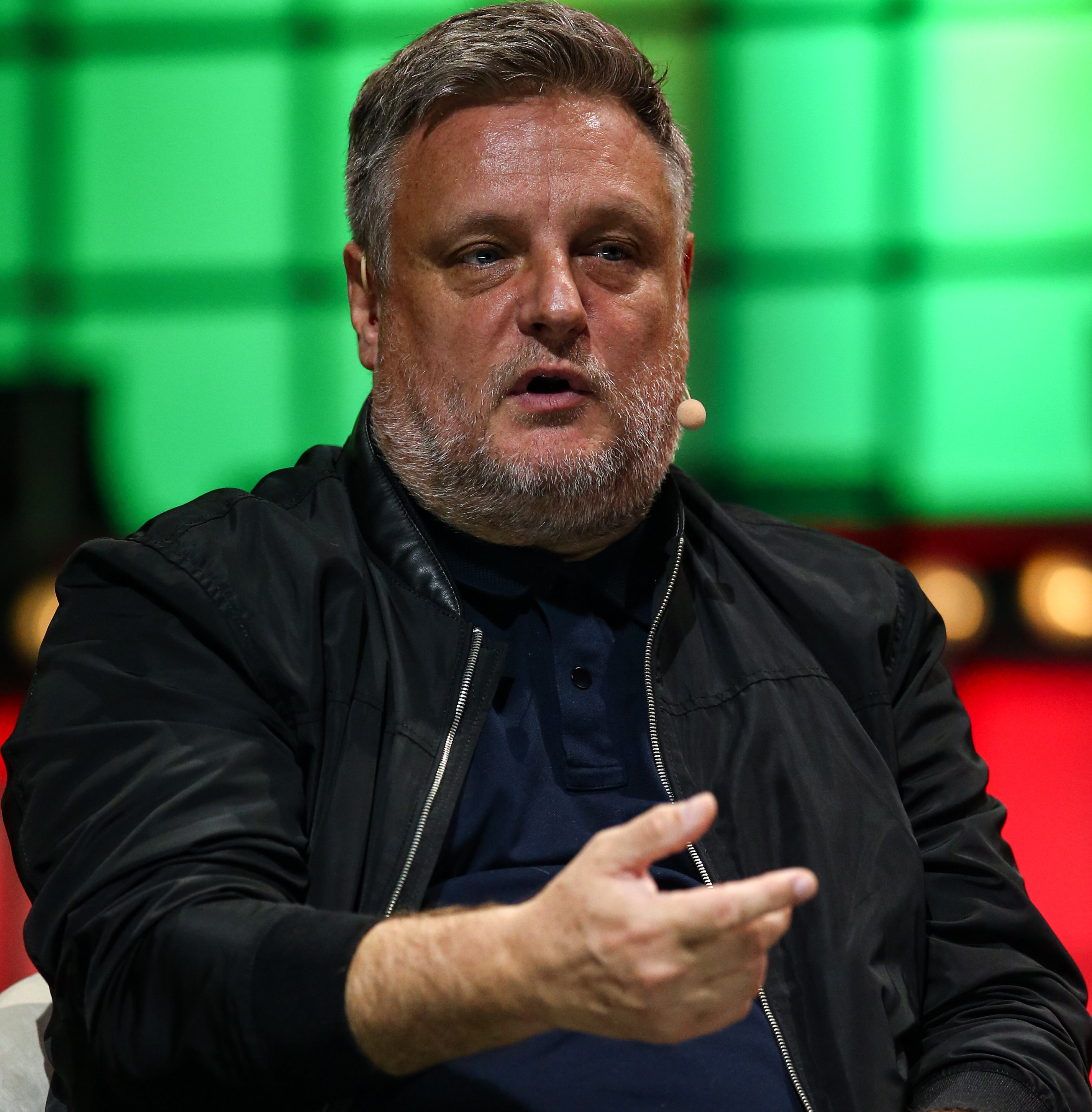
Британский фотограф Рэнкин (фотограф) сделал изображение для обложки альбома во время фотосессии Миноуг для журнала Dazed & Confused

Изображение для обложки альбома сделал британский фотограф Рэнкин, его ассистентом выступила стилист Кэти Гранд. Оформлением обложки занимался Марк Фэрроу. Руководство Deconstruction оплатило Рэнкину и Гранд поездку в Лос-Анджелес и фотосессию Миноуг для британского модного журнала Dazed & Confused, основанного Рэнкиным в 1991 году. Гранд в то время занималась постановкой и оформлением съёмок для журнала. Работа над изображениями для вкладыша «Библия Кайли» проходила в течение шести или семи часов вне съёмочной студии. Гранд пыталась придать образу Миноуг более андрогинный характер. В итоге лейбл одобрил все фотоснимки и среди них выбрал фотографию, которая в дальнейшем послужила обложкой альбома.
На обложке диска, выполненной в чёрно-белых тонах, изображена Миноуг, которая припала к земле и облизывает губы. На певице тёмный брючной костюм от Пола Смита и очки, её волосы зачёсаны назад. Шон Смит в биографии певицы Kylie (2014) писал, что Миноуг, на которой надеты очки Кларка Кента, позирует словно «леопард, присматривающийся к своей добыче»; по мнению автора, обложка этого альбома значительно отличается от изображений, использованных в оформлении её предыдущих альбомов. Обозреватель сайта Idolator Робби До назвал Миноуг «сексуальной ботаничкой из 90-х», а Найджел Гудолл и Дженни Кларк сравнили её с Мисс Манипенни. Тамасин Доу из Evening Standard высказала мнение, что обложка отражает тенденцию носить очки, к которым необходимо серьёзно относится, и связала серьёзный образ Миноуг с сериалом Joe 90. Журналист Classic Pop Кристиан Гилтенан отметил, что всего за пять лет образ Миноуг значительно изменился, и назвал снимки сочетанием «страстных поз, авангарда и секса». Точная копия костюма из зелёной тафты, в котором Миноуг снималась для обложки, была передана в дар программе культурных подарков Центра искусств Мельбурна.
Kylie Minogue — второй альбом певицы после Kylie, в котором используется её имя. По словам Миноуг, она назвала альбом своим именем из-за желания представить своё новое звучание, которому, возможно, «могли бы подражать другие». Шон Смит отмечал, что простое название может показаться незамысловатым, но оно демонстрирует, что Миноуг стремится начать всё сначала и вновь представить себя публике. В австралийской телепрограмме Rage подчёркивали, что название диска «дополняет ощущение перерождения, которое [Миноуг] испытала после ухода из PWL». Корреспондент Daily Telegraph Чарльз Шаар Мюррей предположил, что обложка альбома демонстрирует две разные стороны Миноуг — умной современной женщины с тайными, скрытыми желаниями. По мнению Пола Боулера, фамилия певицы, присутствующая в названии альбома, а также её строгий наряд и похотливая поза говорят о «появлении более искушённой исполнительницы», которая хочет, чтобы её воспринимали всерьёз.

## Продвижение и релиз
Kylie Minogue был выпущен в Великобритании и странах Европы 19 сентября 1994 года на лейбле Deconstruction Records. В тот же день звукозаписывающая компания Mushroom Records осуществила релиз диска в Австралии. 21 октября 1994 года Deconstruction выпустил издание альбома для японского рынка, в которое вошли два бонус-трека: «Love Is Waiting» (написанная участниками группы Dead or Alive — Трейси Акерманом, Майком Перси и Тимом Левером) и «Nothing Can Stop Us» (созданная творческим ядром Saint Etienne). На этом же лейбле в 1995 году состоялся релиз диска в Канаде; специально для этого издания была сделана альтернативная обложка и записана франкоязычная версия песни «Confide in Me», получившая название «Fie-toi à moi». Кроме того, американский независимый рекорд-лейбл Imago Records намеревался выпустить пластинку в США. В ноябре 1994 года компания выпустила в этой стране сингл «Confide in Me». Релиз Kylie Minogue в Соединённых Штатах был запланирован на весну 1995 года, однако из-за серьёзных финансовых трудностей Imago Records он так и не состоялся.
В 1998 году компания Mushroom Records в честь своего 25-летия переиздала альбом в Австралии. В мае 2003 года BMG и Deconstruction выпустили специальное издание диска с ремастированными треками, в которое вошли ремиксы, бисайды и ранее неизданная песня под названием «Dangerous Overture». В 2016 году лейбл Be With Records впервые переиздал альбом в Великобритании на виниле. В 2018 году компания BMG выпустила Kylie Minogue на белой виниловой пластинке, которая была доступна для продажи в сети супермаркетов Sainsbury’s в европейских странах. Некоторые песни из альбома и два неизданных трека («Gotta Move On» и «Difficult by Design») позже вошли в сборник Hits+ (2000), выпущенный в Европе.
В рамках промокампании альбома Миноуг выпустила ограниченным тиражом фотоальбом (англ. coffee-table book). В него вошли минималистичные фотографии в чёрно-белых тонах, на которых Миноуг изображена с обнажённой спиной. Снимки были сделаны Эллен фон Унверт в Нью-Йорке, во время работы певицы над альбомом. По словам Миноуг, она снялась в неглиже, потому что «Эллен фотографирует именно так». Фотограф Катерина Джебб и стилист Миноуг Уильям Бейкер придумали для книги фотосессию в стиле Дебби Харри. Бейкер предоставил Миноуг множество старых костюмов в стиле панк; среди них была футболка Мэрилин Монро без рукавов 1970-х годов, которая когда-то принадлежала сотруднику студии Энди Уорхола «Фабрика». Серию изображений Миноуг в откровенных позах и прозрачных нарядах сравнивали с противоречивой книгой Мадонны «Секс» (1992). По словам Миноуг, она планировала выпустить свою книгу ещё до выхода «Секса»; певица рассказывала, что на создание книги её вдохновила обложка альбома Джанет Джексон janet., на которой американская исполнительница изображена топлесс. Также Миноуг сообщила, что с её стороны «было бы невероятно глупо пытаться подражать Мадонне», и что она всего лишь пытается «найти себя».

### Синглы

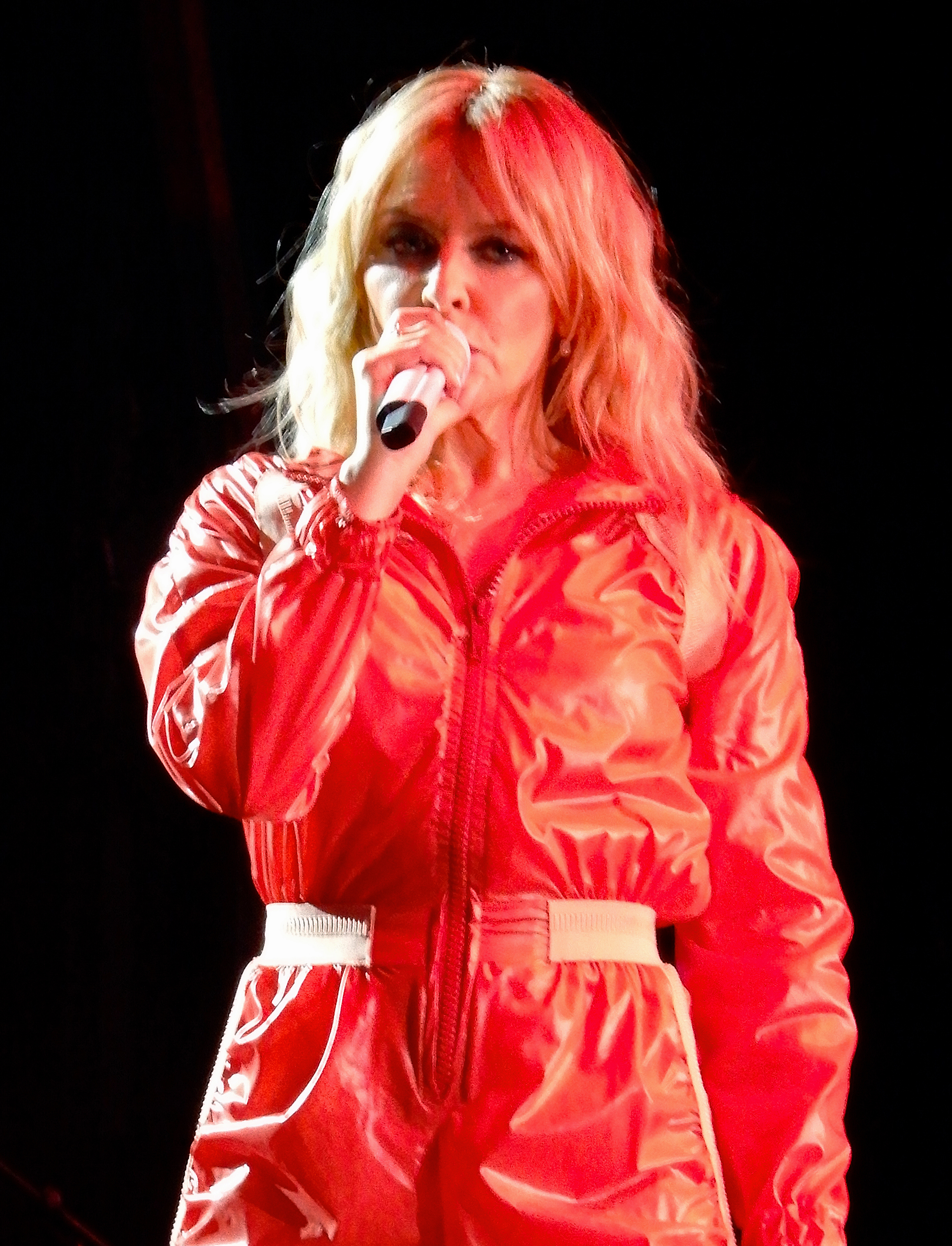
Кайли Миноуг исполняет «Confide in Me» на концерте в рамках тура Summer 2019

Ведущим синглом с пластинки стала композиция «Confide in Me», выпущенная в августе 1994 года. Его би-сайдами стали «Nothing Can Stop Us» и «If You Don’t Love Me», а также десятиминутный ремикс на «Confide in Me» от продюсеров из Brothers in Rhythm. Для американских промо-релизов диджей Филипп Дэмиен сделал ремикс на «Confide in Me», получивший название «Confession Mix»; кроме того, в американское издание сингла вошёл ремикс на песню «Where Has The Love Gone?» от музыкантов из коллектива Fire Island. Обложкой к синглу послужила чёрно-белая фотография, на которой изображена Миноуг с причёской афро. В видеоклипе на песню «Confide in Me», снятом режиссёром Полом Бойдом, Миноуг играет шесть разных версий самой себя; певица рекламирует телефонный номер, призывая зрителей позвонить по нему и поделиться своими секретами. «Confide in Me» — одна из самых успешных записей Миноуг в 1990-х годах. Песня дебютировала со второй строчки в британском чарте, закрепилась на 10-й позиции во французском хит-параде и на 39-й в американском чарте Billboard Dance Club Songs. В Австралии сингл провёл четыре недели на вершине главного музыкального хит-парада страны.
В ноябре 1994 года в качестве второго сингла с Kylie Minogue была выпущена «Put Yourself in My Place». На снимке для обложки, сделанном Рэнкином, изображена Миноуг, которая позирует в наушниках; данное изображение, по словам фотографа, отражает серьёзный подход певицы к музыке. Режиссёром клипа на песню выступил Кир Макфарлейн. Видео воссоздаёт вступительные кадры фильма «Барбарелла» 1968 года с Джейн Фонда в главной роли: на протяжении всего ролика Миноуг, находящаяся на космическом корабле, медленно сбрасывает с себя одежду. «Put Yourself in My Place» смогла подняться до 11-й позиции как в австралийском, так в британском рейтингах.
Следующим синглом после «Put Yourself in My Place» должна была стать «If I Was Your Lover», которую планировали выпустить в США, но релиз так и не состоялся. В итоге третьим и последним релизом в поддержку Kylie Minogue стала «Where Is the Feeling?», поступившая в продажу в июле 1995 года. Первоначально планировалось выпустить эту запись в виде второго сингла сразу после «Confide in Me»; публикация композиции, запланированная на апрель 1995 года, была перенесена, поскольку на тот момент Миноуг была занята на съёмках фильма «Био-Дом» в США. Команда Brothers in Rhythm сделала ремикс, в котором заменила вокальную дорожку в куплетах из альбомной версии трека на полушёпот и тяжёлую басовую минусовку. В сингл также вошли ремиксы от Felix Da Housecat и Моралеса. К моменту съёмок промоизображений для обложки сингла Миноуг перекрасила волосы в рыжий цвет, как того требовала её роль в «Био-Доме». Режиссёром видеоклипа на песню вновь выступил Кир Макфарлейн. По сюжету певицу преследует в воде зловещая фигура. «Where Is the Feeling?» добралась до 16-й строчки в британском чарте и до 31-й — в австралийском. Изначально Миноуг планировала выпустить в качестве последнего сингла с Kylie Minogue композицию «Time Will Pass You By», однако вместо этого она записала песню «Where the Wild Roses Grow» с Ником Кейвом, релиз которой состоялся в конце 1995 года.

## Восприятие

### Реакция критиков
| Оценки критиков               | Оценки критиков |
| Источник                      | Оценка          |
| ----------------------------- | --------------- |
| AllMusic                      | [ 23 ]          |
| Digital Spy                   | [ 30 ]          |
| Encyclopedia of Popular Music | [ 82 ]          |
| The Guardian                  | [ 38 ]          |
| Melody Maker                  | без оценки      |
| Music Week                    | [ 84 ]          |
| Record Collector              | [ 26 ]          |

Kylie Minogue получил преимущественно положительные отзывы критиков, многие из которых высоко оценили вклад продюсерского состава. Кэролайн Салливан из британской газеты The Guardian высказала мнение, что хотя над альбомом работало сразу несколько разных продюсеров, Kylie Minogue представляет собой «абсолютно целостный, отличный танцевальный поп-альбом». Джонатан Бернштейн из журнала Spin и Джон Манган из издания The Age сочли пластинку безупречной работой и отдельно выделили трек «Confide in Me». Обозреватели европейского журнала Music & Media Роберт Тилли и Махгиэль Баккер с теплотой отозвались о качестве музыкального материала и сравнили диск с альбомом Джанет Джексон Control (1986). Критики не оставили без внимания возросшую длительность композиций; Сэл Чинквемани из журнала Slant, подчеркнув, что некоторые треки альбома длятся на пару минут дольше обычного, воспринял это как подражание классическим хаус-записям, изданных на 12-дюймовом виниле. Корреспондент австралийской газеты The Sydney Morning Herald Джон Казимир в своей смешанной рецензии посетовал, что лонгплею не хватает выразительности, а его продюсировано заточено под «падкий на полированный блеск американский рынок».
Многие обозреватели обращали внимание на вокальный прогресс певицы и её зрелое видение. Сэл Чинквемани похвалил артистку за чувственное и сдержанное исполнение, сказав, что самым большим сюрпризом пластинки является её среднетемповый материал. Специалист с удовлетворением отметил, как не обладающая впечатляющими вокальными данными от природы, Миноуг «восхитительно доводит свой голос до предела своих вокальных возможностей в „Dangerous Game“ и „Automatic Love“». Рецензент AllMusic Крис Тру увидел стремление Миноуг «звучать более зрело, и ей с лёгкостью это удалось». Кэролайн Салливан и Джон Манган, разделяя подобную точку зрения, признали, что Миноуг успешно перевоплотилась в более чувственную и вызывающую доверие исполнительницу. Ник Левин из Digital Spy поиронизировал, что рецензенты, критиковавшие вокальные способности певицы в начале её карьеры, «поперхнулись бы капучино», услышав, как она поёт в «Automatic Love». Чарльз Шаар Мюррей из газеты Daily Telegraph высказал мнение, что песни писались под тонкий голос Миноуг, который часто становится пронзительным, как только она начинает петь громче. Марк Эндрюс в своей статье для журнала Playboy счёл альбом весьма зрелым, но по его мнению, продюсеры слишком перестарались, пытаясь вывести её скромные вокальные данные на территорию соул-див.
В ретроспективных обзорах Сэл Чинквемани и Крис Тру отзывались о диске как о креативном и модном заявлении о начале нового этапа в карьере Миноуг. Чинквемани поместил пластинку на девятое место в рейтинге лучших студийников австралийки по версии электронного журнала Slant и сделал акцент, что её дебют на независимом лейбле привёл к творческому возрождению. Ник Левин из Digital Spy и Оливер Харли из Classic Pop пришли к выводу, что целостную и стильную пластинку время практически не коснулось. Квентин Харрисон назвал Kylie Minogue большим прогрессом для исполнительницы и сравнил его с работой Мадонны Bedtime Stories (1994). По мнению рецензента, эти два альбома «проникли в наследие обеих певиц как в карьерном плане, так и в артистическом». Пол Боулер из Record Collector поделился мнением, что переиздание 2016 года особенно было уместно на современной поп-сцене, частью которой являются такие исполнители, как Тейлор Свифт и Карли Рэй Джепсен. Kylie Minogue — единственный альбом певицы, помимо Let’s Get to It, получивший всего две звезды от британского автора Колина Ларкина из «Энциклопедии популярной музыки», что соответствует в его критериях значимости «разочаровывающей, слабой записи, не рекомендованной к прослушиванию».
Альбом принёс Миноуг три номинации на премию ARIA Music Awards в 1995 году: «Лучшая исполнительница», «Самый продаваемый сингл» («Confide in Me») и «Лучший видеоклип» («Put Yourself in My Place»). В итоге певица получила награду за лучшее видео.

### Коммерческие показатели
Kylie Minogue сопутствовал умеренный успех в хит-парадах. Запись дебютировала на четвёртой строчке в UK Albums Chart, став таким образом пятым студийным лонгплеем певицы, попавшим в первую десятку хит-парада Великобритании. На следующей неделе диск опустился на 13-ю позицию, а в общей сложности продержался в чарте 20 недель. Спустя месяц после появления пластинки на прилавках, продажи в Великобритании превысили 100 000 экземпляров и Британская ассоциация производителей фонограмм (BPI) присвоила ей золотой статус. С годами интерес к данной работе исполнительницы сохранился: так в 2016 году состоялось переиздание в формате двойного винилового альбома в Соединённом Королевстве, и только в период предзаказа было продано 500 экземпляров. В сентябре 2018 года произошло очередное, теперь уже панъевропейское, переиздание на виниле, которое вернуло запись в британские чарты. Альбом занял 67-е место в UK Albums Chart и 9-е в отдельном рейтинге независимых релизов. Кроме того, версия 2018 года также добралась до 30-й строчки шотландского хит-парада (в 1994 году диск побывал в этом чарте на 15-й позиции). По состоянию на октябрь 2020 года в общей сложности в Великобритании было продано 124 806 экземпляров альбома.
В Австралии Kylie Minogue дебютировал под третьим номером в главном музыкальном хит-параде страны и провёл в нём 11 недель. По итогам года пластинка вошла в сотню наиболее продаваемых альбомов года в Австралии, разместившись на 84-м месте. Австралийская ассоциация звукозаписывающих компаний вскоре присвоила ей золотой статус, продажи диска превысили 35 000 экземпляров. После переиздания в 1998 году Kylie Minogue попал в чарты Швеции, Швейцарии и Германии, отметившись на 39-й, 33-й и 78-й позициях соответственно. В японском хит-параде диск добрался до 54-й строчки, к 2006 году в Японии было продано 23 440 копий.

## Список композиций
| №                   | Название                   | Автор(ы)                                              | Продюсер(ы)                | Длительность |
| ------------------- | -------------------------- | ----------------------------------------------------- | -------------------------- | ------------ |
| 1.                  | «Confide in Me»            | Стив Андерсон, Дэйв Симан, Оуэн Бартон                | Brothers in Rhythm         | 5:51         |
| 2.                  | «Surrender»                | Джерри Дево, Чарли Мол                                | Дево, Джон Уоддл, Тим Бран | 4:25         |
| 3.                  | «If I Was Your Lover»      | Джимми Гарри                                          | Джимми Гарри               | 4:45         |
| 4.                  | «Where Is the Feeling?»    | Уилф Смартис, Джейн Ханна                             | Brothers in Rhythm         | 6:58         |
| 5.                  | «Put Yourself in My Place» | Гарри                                                 | Гарри                      | 4:54         |
| 6.                  | «Dangerous Game»           | Андерсон, Симан                                       | Brothers in Rhythm         | 5:30         |
| 7.                  | «Automatic Love»           | Кайли Миноуг, Инга Хампе, Чарли Маллоцци, Марко Сабиу | Brothers in Rhythm         | 4:45         |
| 8.                  | «Where Has the Love Gone?» | Алекс Палмер, Джули Стэплтон                          | Пит Хеллер, Терри Фарли    | 7:46         |
| 9.                  | «Falling»                  | Нил Теннант, Крис Лоу                                 | Пит Хеллер, Терри Фарли    | 6:43         |
| 10.                 | «Time Will Pass You By»    | Дино Фекарис, Ник Зессес, Джон Рис                    | M People                   | 5:26         |
| Общая длительность: | Общая длительность:        | Общая длительность:                                   | Общая длительность:        | 57:12        |

| №   | Название              | Автор(ы)                              | Продюсер(ы)        | Длительность |
| --- | --------------------- | ------------------------------------- | ------------------ | ------------ |
| 11. | «Love Is Waiting»     | Майк Перси, Тим Левер, Трейси Акерман | Brothers in Rhythm | 4:52         |
| 12. | «Nothing Can Stop Us» | Боб Стэнли, Пит Уиггс                 | Saint Etienne      | 4:06         |

| №   | Название                         | Автор(ы)                               | Продюсер(ы)        | Длительность |
| --- | -------------------------------- | -------------------------------------- | ------------------ | ------------ |
| 11. | «Confide in Me» (French version) | Стив Андерсон, Дейв Симан, Оуэн Бартон | Brothers in Rhythm | 5:51         |

| №   | Название                                          | Автор(ы)                               | Продюсер(ы)                | Длительность |
| --- | ------------------------------------------------- | -------------------------------------- | -------------------------- | ------------ |
| 1.  | «Dangerous Overture»                              | Стив Андерсон, Дэйв Симан              | Brothers in Rhythm         | 1:20         |
| 2.  | «Confide in Me» (Justin Warfield mix)             | Стив Андерсон, Дейв Симан, Оуэн Бартон | Brothers in Rhythm         | 5:27         |
| 3.  | «Put Yourself in My Place» (Dan’s Old School mix) | Джимми Гарри                           | Джимми Гарри               | 4:31         |
| 4.  | «Where Is the Feeling?» (Acoustic version)        | Уилф Смартис, Джейн Ханна              | Brothers in Rhythm         | 4:51         |
| 5.  | «Nothing Can Stop Us»                             | Боб Стэнли, Пит Уиггс                  | Saint Etienne              | 4:06         |
| 6.  | «Love Is Waiting»                                 | Майк Перси, Тим Левер, Трейси Акерман  | Brothers in Rhythm         | 4:46         |
| 7.  | «Time Will Pass You By» (Paul Masterson mix)      | Дино Фекарис, Ник Зессес, Джон Рис     | M People                   | 7:34         |
| 8.  | «Where Is the Feeling?» (West End TKO mix)        | Уилф Смартис, Джейн Ханна              | Brothers in Rhythm         | 8:11         |
| 9.  | «Falling» (Alternative mix)                       | Нил Теннант, Крис Лоу                  | Пит Хеллер, Терри Фарли    | 8:40         |
| 10. | «Confide in Me» (Big Brothers mix)                | Стив Андерсон, Дэйв Симан, Оуэн Бартон | Brothers in Rhythm         | 10:27        |
| 11. | «Surrender» (Talking Soul mix)                    | Джерри Дево, Чарли Мол                 | Дево, Джон Уоддл, Тим Бран | 4:26         |
| 12. | «Put Yourself in My Place» (Acoustic version)     | Джимми Гарри                           | Джимми Гарри               | 4:46         |
| 13. | «If You Don’t Love Me» (Acoustic version)         | Пэдди Макалун                          | Brothers in Rhythm         | 2:10         |
| 14. | «Confide in Me» (French version)                  | Стив Андерсон, Дэйв Симан, Оуэн Бартон | Brothers in Rhythm         | 5:51         |

Примечания
- В песне «Confide in Me» содержится отрывок из композиции Эдварда Бартона «It’s a Fine Day[англ.]». Музыкант указан в авторах под псевдонимом Оуэн Бартон[20].

## Участники записи
Информация адаптирована из буклета альбома Kylie Minogue.

| - Кайли Миноуг — основной вокал - Грег Боун — гитара - Стив Андерсон — фортепиано, продюсирование - Brothers in Rhythm — продюсирование, аранжировки - Dancin’ Danny D — продюсирование, ремикширование - Джерри Дево — продюсирование, аранжировки - Джимми Гарри — продюсирование, аранжировки - Терри Фарли — продюсирование, звукозапись - M People — продюсирование, аранжировки - Пол Мастерсон — продюсирование, ремемикширование - Ронин — продюсирование, ремиксы - Saint Etienne — продюсирование - Дэйв Симан — продюсирование - Джон Уоддл — продюсирование, аранжировки - Джастин Уорфилд — продюсирование, ремикширование - Уил Мэлоун — струнные аранжировки | - Ричард Найлс — струнные аранжировки, аранжировка духовых инструментов, оркестровые аранжировки - Энди Брэдфилд — звукозапись - Тим Бран — звукозапись, дополнительное продюсирование - Иэн Кэтт — звукозапись - Дуг Деанджелис — звукозапись, микширование - Пол Уэст — звукозапись, микширование - Гэри Уилкинсон — звукозапись - Пол Райт III — звукозапись, микширование - Дэйв Пембертон — звукозапись, микширование - Найл Флинн — ассистент звукозаписи - Пол Энтони Тейлор — программирование - Том Паркер — автор текста для буклета, консультант - Кэти Гранд — стилист - Рэнкин — фотограф |

## Позиции в чартах

### Недельные чарты
| Год       | Чарт                                | Высшая позиция | Пребывание в чарте |
| --------- | ----------------------------------- | -------------- | ------------------ |
| 1994—1998 | Австралия (ARIA Charts)             | 3              | 11 недель          |
| 1994—1998 | Великобритания (UK Albums Chart)    | 4              | 20 недель          |
| 1994—1998 | Германия (GfK Entertainment Charts) | 78             | 1 неделя           |
| 1994—1998 | Швеция (Sverigetopplistan)          | 39             | 2 недели           |
| 1994—1998 | Швейцария (Schweizer Hitparade)     | 33             | 4 недели           |
| 1994—1998 | Шотландия (Official Charts Company) | 15             | 5 недель           |
| 1994—1998 | Япония (Oricon)                     | 54             | 4 недели           |
|           |                                     |                |                    |
| 2018      | Великобритания (UK Albums Chart)    | 67             | 1 неделя           |
| 2018      | Великобритания (UK Indie Chart)     | 9              | 1 неделя           |
| 2018      | Шотландия (Official Charts Company) | 30             | 1 неделя           |

### Годовые чарты
| Год  | Чарт                 | Позиция |
| ---- | -------------------- | ------- |
| 1994 | Австралия (ARIA)     | 84      |
| 1994 | Великобритания (OCC) | 95      |

## Продажи и сертификации
| Страна         | Сертификат | Продажи   |
| -------------- | ---------- | --------- |
| Австралия      | Золотой    | 35 000[a] |
| Великобритания | Золотой    | 124 806   |
| Япония         | —          | 23 440    |

Примечания
- ↑  означает, что данные о продажах основаны только на сертификации.

## История релиза
| Регион           | Дата релиза      | Формат(ы)            | Лейбл(ы)        | Ист.    |
| ---------------- | ---------------- | -------------------- | --------------- | ------- |
| Великобритания   | 19 сентября 1994 | CD, аудиокассета, LP | Deconstruction  | [ 20 ]  |
| Европейский Союз | 19 сентября 1994 | CD, аудиокассета, LP | Deconstruction  | [ 20 ]  |
| Австралия        | 19 сентября 1994 | CD, аудиокассета, LP | Mushroom        | [ 53 ]  |
| Япония           | 21 октября 1994  | CD, аудиокассета, LP | Deconstruction  | [ 55 ]  |
| Канада           | 1995             | CD, аудиокассета, LP | Deconstruction  | [ 56 ]  |
| Австралия        | 1998             | CD                   | Mushroom        | [ 60 ]  |
| Австралия        | 23 мая 2003      | CD                   | Mushroom        | [ 103 ] |
| Япония           | 23 мая 2003      | CD                   | BMG             | [ 63 ]  |
| Великобритания   | 23 мая 2003      | CD                   | BMG             | [ 62 ]  |
| Великобритания   | 2 февраля 2016   | LP                   | Be With Records | [ 64 ]  |
| Европейский Союз | 2018             | LP                   | BMG             | [ 65 ]  |